# Artemisiopsis
Artemisiopsis é um género botânico pertencente à família Asteraceae.